# Lišta s menu

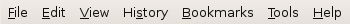
Lišta s menu z aplikace Mozilla Firefox.

Lišta s menu (anglicky menu bar) je v informatice jeden z grafických ovládacích elementů (tzv. widget), který obsahuje několik vyskakovacích menu („drop down menu“).

## Použití
Lišta s menu je používána v uživatelských rozhraních počítačů pro sdružení nabídek menu, které jsou poskytovány v rámci okna nebo aplikace (otevírání souborů, zobrazení nápovědy a podobně). Lišta s menu je často používána v grafických uživatelských rozhraních pracujících s okny, ale může být využita i v textových uživatelských rozhraních. Programátor používá pro snadnější vykreslování různé widget toolkity.